# Agamemnon
Agamemnon (grč. Ἀγαμέμνων, Agamémnôn)  bio je mikenski kralj i vrhovni zapovjednik ahejskih (grčkih) snaga pred Trojom; Atrejev i Eropin sin te Menelajev brat.

## Karakteristike
Agamemnon je obično portretiran kao ljudski pandan Zeusu, kralju bogova. Prikazivan je sa žezlom i dijademom, kraljevskim atributima.

## Mitologija

### Agamemnon i Menelaj
Agamemnonova oca Atreja ubio je Egist koji je zajedno sa svojim ocem Tijestom vladao Mikenom. Agamemnon i Menelaj morali su pobjeći Tindareju, spartanskom kralju. Ondje su se oženili njihovim kćerima - Agamemnon Klitemnestrom, a Menelaj Helenom. Agamemnon je s Klitemnestrom imao četvero djece: Ifigeniju, Elektru, Hrisotemidu i sina Oresta.
Menelaj je naslijedio Tindarejevo prijestolje u Sparti, a Agamemnon je, uz bratovu pomoć, vratio očevo kraljevstvo.

### Trojanski rat
Agamemnon je skupio grčke snage i otplovio prema Troji. Pripremali su se iskrcati iz Aulide, luke u Beotiji, ali snašao ih je Artemidin bijes. Eshil u svojoj tragediji Agamemnon donosi da je bila ljuta zbog svih mladića koji će poginuti u Trojanskom ratu, a Sofoklo u Elektri donosi da je Agamemnon ubio životinju njoj posvećenu te da se hvalio da je jednak Artemidi u lovu. Izbila je kuga, a nije bilo vjetra da bi mogli krenuti dalje. Vrač Kalhant prorekao je da se Artemidin bijes može izbjeći žrtvovanjem Agamemnonove kćeri Ifigenije, što je on na posljetku i učinio te su krenuli prema Troji. Druga inačica mita govori da se spremao ubiti svoju kćer, ali Artemida je prihvatila jelena umjesto nje te ju je poslala na Krimeju gdje je postala njezina svećenica.
Agamemnon je bio zapovjednik Grka. Tijekom borbe, ubio je Antifa. Homer u svojoj Ilijadi donosi i njegov sukob s Ahilejom u posljednjim godinama rata. Naime, Agamemnon je Ahileju oduzeo privlačnu robinju Briseidu. Bijesni se Ahilej povukao iz rata, a njegova je srdžba postala motiv cijele Ilijade. Na posljetku je ipak popustio, a bez njega bi Grci vjerojatno izgubili rat.
Agamemnon je u ratu izvršio mnoga junačka djela sve dok se ranjen nije povukao u svoj šator. Nakon osvajanja Troje, osvojio je i Kasandru, Prijamovu kćer, koja je prorekla njegovu smrt.

### Povratak u Grčku
Nakon olujnog putovanja, Agamemnon se s Kasandrom vratio u Argolidu gdje su skrenuli s kursa i došli u Egistovu zemlju. Egist je za vrijeme Agamemnonove odsutnosti bio Klitemnestrin ljubavnik. Njih su dvoje odlučili ubiti Agamemnona, a zajedno s njim i Kasandru.
Jedna inačica mita govori da su ga pozvali na gozbu gdje je ubijen, a Pindar i grčki tragičari Eshil, Sofoklo i Euripid donose da ga je ubila sama Klitemnestra u kadi. Naime, uzrok njezina bijesa bilo je žrtvovanje njezine kćeri Ifigenije i ljubomora zbog Kasandre.
Egist i Klitemnestra vladali su Agamemnonovim kraljevstvom sve dok Orest uz Elektrinu pomoć nije osvetio očevu smrt i ubio ih oboje.

## Vanjske poveznice
- Agamemnon u grčkoj mitologiji (engl.)